# Marathon van Berlijn 1990
De marathon van Berlijn 1990 werd gelopen op zondag 30 september 1990. Het was de zeventiende editie van deze marathon.
De Australiër Steve Moneghetti kwam bij de mannen als eerste bij de finish aan in 2:08.16. De Duitse Uta Pippig won bij de vrouwen in 2:28.37.

## Uitslagen
Mannen
| rang   | naam                | land | tijd    |
| ------ | ------------------- | ---- | ------- |
| Goud   | Steve Moneghetti    | AUS  | 2:08.16 |
| Zilver | Gidamis Shahanga    | TAN  | 2:08.32 |
| Brons  | Jörg Peter          | GER  | 2:09.23 |
| 4      | Stephan Freigang    | GER  | 2:09.45 |
| 5      | Harri Hanninen      | FIN  | 2:12.40 |
| 6      | Kazuya Nishimoto    | JPN  | 2:12.41 |
| 7      | Herbert Steffny     | GER  | 2:12.44 |
| 8      | Hisatoshi Shintaku  | JPN  | 2:12.49 |
| 9      | Michael Heilmann    | GER  | 2:13.12 |
| 10     | Alfredo Shahanga    | TAN  | 2:13.29 |
| 11     | Slawomir Gurny      | POL  | 2:13.30 |
| 12     | Suleiman Nyambui    | TAN  | 2:13.46 |
| 13     | Igor Braslavskiy    | URS  | 2:13.57 |
| 14     | Karol Dolega        | POL  | 2:14.18 |
| 15     | Jozef Kazanecki     | POL  | 2:14.34 |
| 16     | Pawel Tarasiuk      | POL  | 2:14.35 |
| 17     | Agapius Masong      | TAN  | 2:14.39 |
| 18     | Dick Tesselaar      | NED  | 2:14.50 |
| 19     | Yoshito Hashiguchi  | JPN  | 2:15.00 |
| 20     | David-Robert Clarke | ENG  | 2:15.19 |
| 21     | Steffen Dittmann    | GER  | 2:15.21 |
| 22     | Yoichiro Sugawara   | JPN  | 2:15.32 |
| 23     | Dereje Nedi         | ETH  | 2:15.54 |
| 24     | Leonid Nasedkin     | URS  | 2:15.55 |
| 25     | Sergey Yanenko      | URS  | 2:17.44 |

Vrouwen
| rang   | naam              | land | tijd    |
| ------ | ----------------- | ---- | ------- |
| Goud   | Uta Pippig        | GER  | 2:28.37 |
| Zilver | Renata Kokowska   | POL  | 2:28.50 |
| Brons  | Carla Beurskens   | NED  | 2:30.00 |
| 4      | Anna Rybicka      | POL  | 2:33.16 |
| 5      | Marcia Narloch    | BRA  | 2:33.57 |
| 6      | Jane Welzel       | USA  | 2:35.09 |
| 7      | Bozena Dziubinska | POL  | 2:35.25 |
| 8      | Birgit Jerschabek | GER  | 2:36.20 |
| 9      | Birgit Stephan    | GER  | 2:37.23 |
| 10     | Doris Grossert    | GER  | 2:38.35 |
| 11     | Petra Liebertz    | GER  | 2:40.51 |
| 12     | Raisa Smekhnova   | URS  | 2:41.00 |
| 13     | Gizela Molnar     | HUN  | 2:42.56 |
| 14     | Rosmarie Müller   | SUI  | 2:43.30 |
| 15     | Emperatriz Wilson | CUB  | 2:43.35 |
| 16     | Marlie Marutiak   | NED  | 2:43.45 |
| 17     | Eva Gustafsson    | SWE  | 2:46.54 |
| 18     | Dagmar Knudsen    | GER  | 2:47.07 |
| 19     | Marie Larsson     | SWE  | 2:48.34 |
| 20     | Charlotte Teske   | GER  | 2:48.37 |
| 21     | Anette Hansen     | DEN  | 2:49.36 |
| 22     | Maria Pautmeier   | GER  | 2:51.53 |
| 23     | Anna Bielinska    | POL  | 2:53.35 |
| 25     | Angelika Dunke    | GER  | 2:55.12 |

1974 ·
1975 ·
1976 ·
1977 ·
1978 ·
1979 ·
1980 ·
1981 ·
1982 ·
1983 ·
1984 ·
1985 ·
1986 ·
1987 ·
1988 ·
1989 ·
1990 ·
1991 ·
1992 ·
1993 ·
1994 ·
1995 ·
1996 ·
1997 ·
1998 ·
1999 ·
2000 ·
2001 ·
2002 ·
2003 ·
2004 ·
2005 ·
2006 ·
2007 ·
2008 ·
2009 ·
2010 ·
2011 ·
2012 ·
2013 ·
2014 ·
2015 ·
2016 ·
2017 ·
2018